# Baltisch voetbalkampioenschap 1909/10
In 1909/10 werd het derde voetbalkampioenschap gespeeld dat georganiseerd werd door de Baltische voetbalbond. Prussia-Samland Königsberg werd kampioen en plaatste zich voor de eindronde om de Duitse landstitel. In de eindronde werd de club met 5-1 verslagen in de kwalificatie door Tasmania Rixdorf.

## Deelnemers aan de eindronde
| Club                          | Gekwalificeerd als               |
| ----------------------------- | -------------------------------- |
| SV Prussia-Samland Königsberg | Kampioen van Oost-Pruisen        |
| SC Graudenz                   | Kampioen van Elbing-Marienwerder |
| BuEV Danzig                   | Kampioen van Danzig-Stolp        |

## Finale West-Pruisen
|              |             |       |             |          |
| 6 maart 1910 | SC Graudenz | 0 - 4 | BuEV Danzig | Graudenz |
| 6 maart 1910 |             |       |             | Graudenz |

## Finale
|              |                               |       |                |                                   |
| 3 april 1910 | SV Prussia-Samland Königsberg | 2 - 1 | BuEV Danzig    | Friedländer Tor-Platz, Königsberg |
| 3 april 1910 | Friedrich 30',                |       | 44' Bielefeldt | Friedländer Tor-Platz, Königsberg |